# Rockfield (Monmouthshire)
Pour les articles homonymes, voir Rockfield.

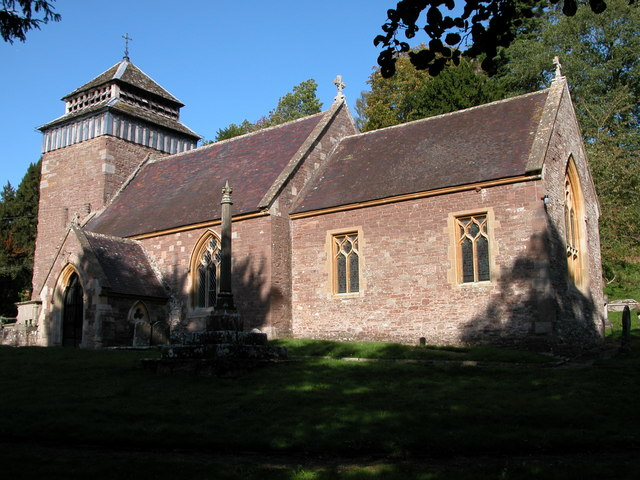
L'église du village est dédiée à sainte Cenedlon.

Rockfield est un village du pays de Galles. Il est situé dans le comté de Monmouthshire, à environ trois kilomètres au nord-ouest de la ville de Monmouth.
Les studios d'enregistrement Rockfield Studios sont situés juste au sud du village.

## Toponymie
Le nom Rockfield, attesté pour la première fois en 1566, remonterait à l'époque anglo-normande, et proviendrait du français Rocheville. En 2004, le county council du Monmouthshire introduit le nom gallois Llanoronwy sur les panneaux de signalisation, mais la population locale conteste cette décision dans la mesure où ce nom n'est jamais utilisé, même par les locuteurs du gallois. Le nom est finalement retiré des panneaux en 2011.